# بولشوي أولوي
بولشوي ولوي (بالروسية: Большой Улуй) هي مدينة في مقاطعة كراسنويارسك كراي في روسيا.